# حسن طاهر اويس
الشيخ حسن ضاهر أويس (بالإنجليزية: Hassan Dahir Aweys)‏ ، (بالصومالية: Xasan Daahir Aweys)‏؛ ولد في 1945 هو شخصية سياسية صومالية، وكان رئيسا لمجلس شورى لاتحاد المحاكم الإسلامية في الصومال. واعتبر أويس أحد أكثر القادة تشددا في الاتحاد الذي اراد تطبيق الشريعة وتوجيه الميليشيات التي سيطرت على العاصمة مقديشو في يونيو 2006. وترأس اللجنة التنفيذية المكونة من ثمانية أعضاء الشيخ المعتدل شريف شيخ أحمد، مع أن البي بي سي قد ذكرت بأنه كان «السلطة الحقيقية» للمنظمة. وعند سقوط مقديشو بأيدي القوات الحكومية يوم 28 ديسمبر 2006 استقال أويس من اتحاد المحاكم الإسلامية.

## البداية
ولد في طوس مريب بمحافظة جلجدود 1945. بدأ حفظ القرآن حيث تلقى تعليمه الديني داخل نظام التعليم الأهلي في المساجد وذلك أثناء فترة إقامته في القرية، ثم انتقل إلى العاصمة مقديشو وأكمل تعليمه هناك في حلقات المساجد التي تعلم فيها أيضا النحو والصرف والفقه. وفي سنة 1965 التحق بالمعهد الديني الأزهري في مقديشو، ثم نال الثانوية العامة من مدرسة جمال عبد الناصر الثانوية في مقديشو سنة 1971، مما مكنه من التحاق بالجيش كضابط سنة 1973.

### العسكرية
شارك في حرب أوغادين ضد إثيوبيا سنة 1977 حيث كان برتبة عقيد في الجيش الصومالي وقلده الرئيس زياد بري وسام الشجاعة. وفي سنة 78 دعي للمشاركة في انقلاب فاشل ولكنه رفض لعدم إيمانه بالتغيير بالقوة.

### الاتحاد الإسلامي
وفي سنة 1986 اعتقل أويس مع مجموعة من قادة حركة الاتحاد الإسلامي -التي تأسست عام 1983 وكانت تمارس العمل السري- لنشاطه الإسلامي في أوساط الجيش والمجتمع. حكم عليه بالإعدام سنة 1987 م، بتهمة الدعوة إلى «أسلمة» المجتمع وإرجاعه إلى الحكم الإسلامي. ثم خفف الحكم عنه إلى السجن المؤبد بتدخل من ولي العهد السعودي آنذاك الأمير عبد الله بن عبد العزيز إثر مناشدة من العالم الشيخ عبد العزيز بن باز. ثم أفرج عنه في 1988 بعد ثلاث سنوات من الاعتقال إثر ضغوط دولية على زياد بري لإطلاق سراح السجناء السياسيين. إثر انهيار نظام سياد بري في 1991 مارس نشاطه الإسلامي علناً عبر حركة الاتحاد الإسلامي التي خاضت قتالاً مع بعض الفصائل الصومالية وأمراء الحرب الأخرى ن، وكان من بين تلك الفصائل فصيل الرئيس الانتقالي الحالي عبد الله يوسف الذي أسره الاتحاد الإسلامي عام 1994 ولكنه أفرج عنه لاحقا بعد عدة أيام تلبية لشفاعات قبلية وشرعية في الصومال. وقد حلت حركة الاتحاد الإسلامي نفسها عام 1996.
انتخب كأول رئيس لمجلس شورى اتحاد المحاكم الإسلامية في الصومال في 6 يونيو 2006 على رأس 88 عضوا، وبموجب هذا المنصب يشرف على وضع السياسة العامة للمحاكم، ويقوم بدور رقابي بينما يدير الشيخ شريف شؤونها اليومية.

## حرب منطقة جدو 1991-1998
كان حسن أويس جزءا من قيادة الاتحاد الإسلامي الذي تولى زمام أجزاء كبيرة من الصومال عقب انهيار الحكومة المركزية للصومال. فقاد فرع الاتحاد الإسلامي في منطقة جدو الصومالية قاضي المحكمة العليا محمد حاجي يوسف من 1991 حتي 1998 الذي كان ممسكا بقوات كبيرة تدير مناطق في جدو مثل لوغ وبلد هاو وبوردوبو. وفي نفس الوقت كانت هناك سلطة عسكرية إقليمية وهي الجبهة الوطنية الصومالية تدير أجزاء أخرى من جيدو. استقر ضاهر أويس في شبيلي السفلى عندما طفت على السطح بعض المنازعات في قيادة الاتحاد في لوغ.
في 18 سبتمبر 1996 غزا الجيش الأثيوبي لوغ فاضطرت معظم القوات الاتحاد الإسلامي للخروج منها. ولكن بعد سنتين تغيرت جبهة الحرب عما كانت سابقا لتصبح حرب الجبال لجدو. وكانت الحرب هذه المرة بين الجبهة الوطنية الصومالية والاتحاد الإسلامي، وكان النظام الأثيوبي يسلح ميليشيات الجبهة الوطنية الصومالية. وقد أعطاهم أسلحة عددها من 800 - 1000 ودزينة من الأسلحة الثقيلة. انتهت حرب جدو بعدما وافق طرفي الصراع على هدنة عامة عندما أبرم مؤتمر السلام الذي عقد في أدي في ديسمبر 1998.
وقد تعرض الاتحاد الإسلامي للتدمير لاحقا أواخر التسعينات بقيادة عبد الله يوسف وبتمويل من إثيوبيا.